# Skymark Airlines
Skymark Airlines (スカイマーク, Sukaimāku, Code AITA : BC, code OACI : SKY) est une compagnie aérienne à bas prix japonaise basée à Tokyo fondée en 1996, dont le premier vol eu lieu en 1998.

## Historique

### Stratégie low-cost (1996-2010)

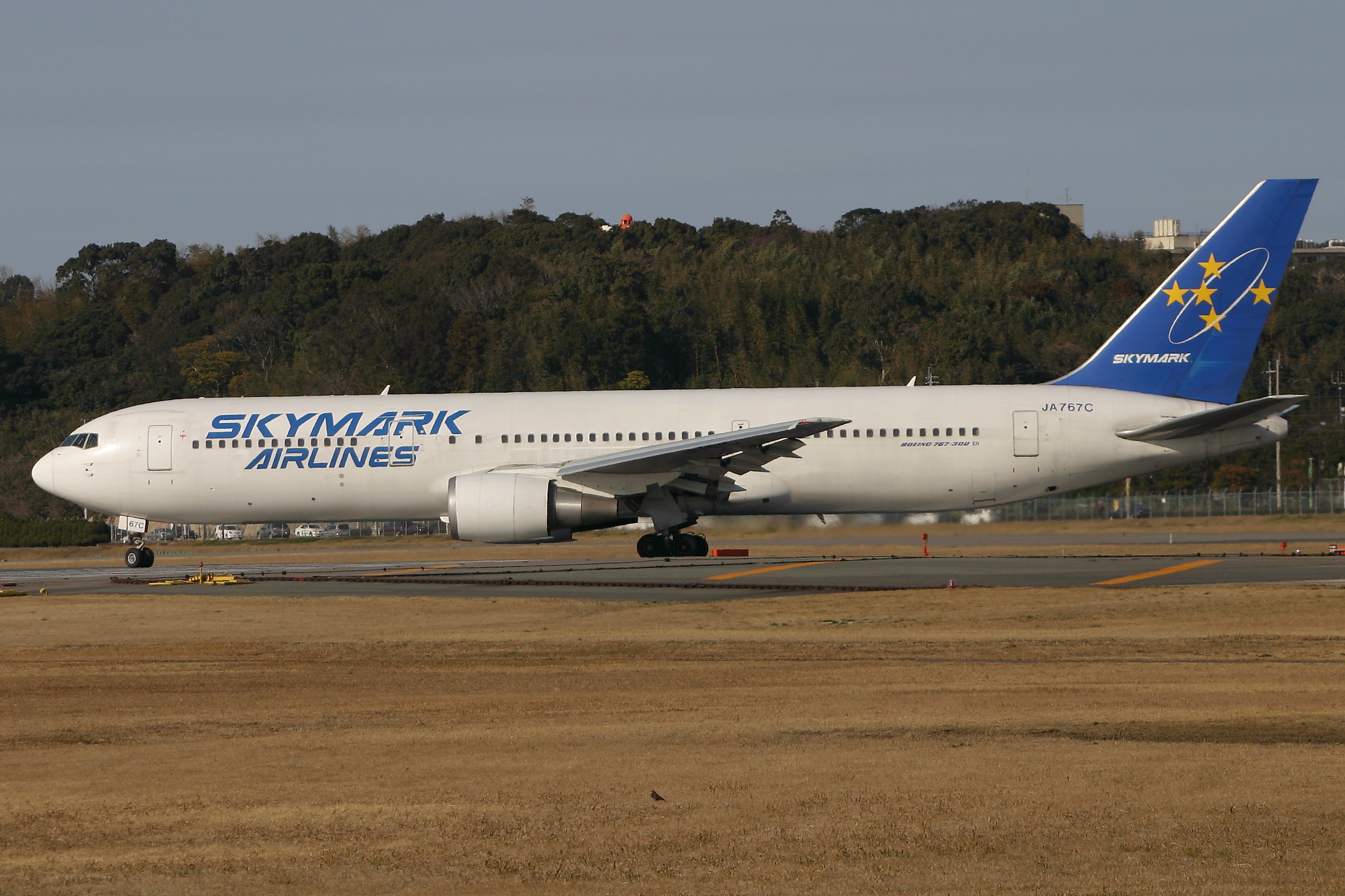
Boeing 767-300ER en 2005 dans la première livrée de la compagnie

Skymark Airlines a été fondée en novembre 1996 en tant que compagnie aérienne nationale indépendante après la déréglementation de l'industrie aérienne japonaise et a commencé ses opérations le 19 septembre 1998. Il appartenait à l'origine à un consortium d'investisseurs dirigé par l'agence de voyages HIS et dirigé par le président de HIS Hideo Sawada; un autre important investisseur précoce était la société de crédit-bail Orix. Son plan d'affaires initial prévoyait son siège social à l' aéroport d'Itami à Osaka. Takashi Ide, ancien chef des opérations de British Airways au Japon, a été embauché en tant que PDG de la société en 1998.
Skymark a pu obtenir six créneaux horaires à l'aéroport de Haneda à Tokyo en mars 1997 et a déménagé son siège social dans le quartier Hamamatsucho de Tokyo en mars 1998. Son premier vol régulier de Haneda à Fukuoka a eu lieu le 19 septembre 1998; des itinéraires d'Itami à Fukuoka et Sapporo ont débuté en 1999, mais ont été suspendus en 2000 afin d'offrir plus de fréquences sur l'itinéraire Haneda-Fukuoka.
En 2002, Skymark a pris livraison d'un troisième Boeing 767 et a commencé le service sur la liaison Haneda-Kagoshima, ainsi que le service charter de Haneda à Séoul. En 2003, avec un quatrième 767 loué chez All Nippon Airways, il a commencé à desservir Aomori et Tokushima.

La compagnie aérienne a subi des pertes considérables au cours de ses premières années d'exploitation. Il a brièvement été envisagé une recapitalisation menée par la Commerzbank, mais celle-ci n'a pas accepté un tel investissement en raison des problèmes d'Air Do avec les banques interférant dans la gestion. En août 2003, Sawada a invité l'entrepreneur Internet Shinichi Nishikubo à devenir le plus grand actionnaire de Skymark avec un investissement en espèces personnel de 3,5 milliards de yens (après avoir réalisé environ 9 milliards de yens grâce à l'introduction en bourse de sa société Internet en 2000). Nishikubo a pris la relève en tant que PDG en 2004, maintenant Ide en tant que «copilote» en raison de l'expérience d'IDE dans l'industrie aéronautique.

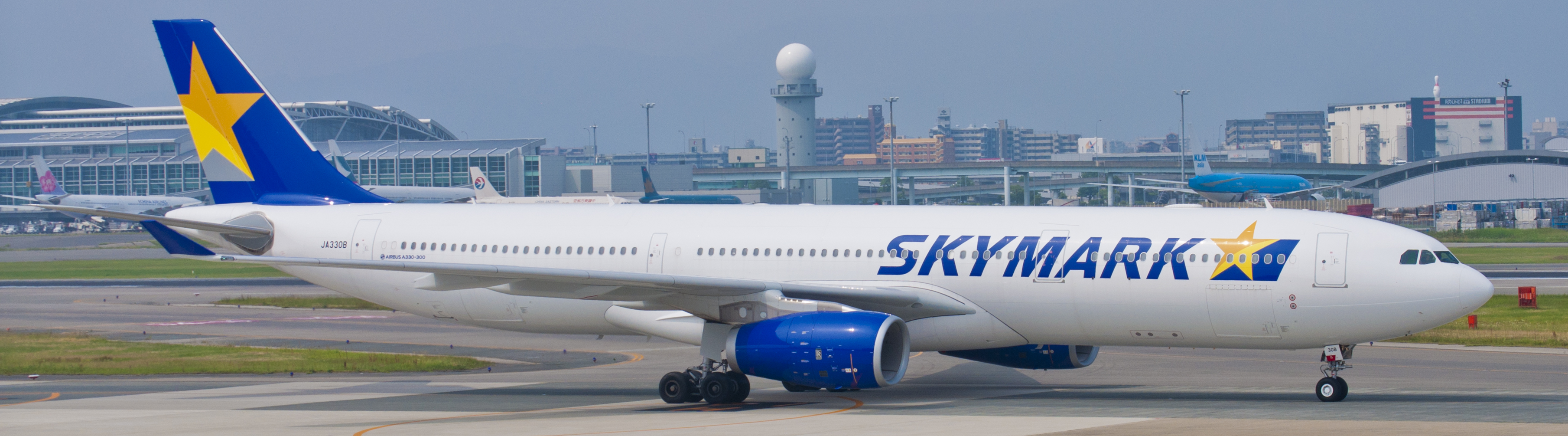
Airbus A330-300 de Skymark Airlines

Le 11 décembre 2003, Skymark a annoncé qu'elle prévoyait un bénéfice de 470 millions de yens pour le semestre se terminant le 31 octobre, le premier bénéfice réalisé depuis que la compagnie aérienne a commencé ses activités. En utilisant des avions et des systèmes plus efficaces développés en interne, Skymark a tenté de réduire les coûts de JAL et ANA afin d'offrir des tarifs plus bas.
Skymark avait un partenariat de partage de code avec Japan Airlines commençant par un service Haneda- Osaka Kansai en 2005–06, et plus tard sur l'itinéraire Tokyo Haneda - Kobe depuis l'ouverture de l'aéroport de Kobe en 2006. JAL s'est retiré de Kobe en 2010, tandis que Skymark a développé Kobe en une base secondaire. Skymark a acheté les droits de dénomination du stade de baseball de Kobe Sports Park de 2005 à 2010.
Skymark a annoncé en avril 2010 qu'un service de « navette Narita » de l'aéroport international de Narita à Asahikawa, Sapporo, Fukuoka et Okinawa débuterait à la fin de 2011 et au début de 2012.

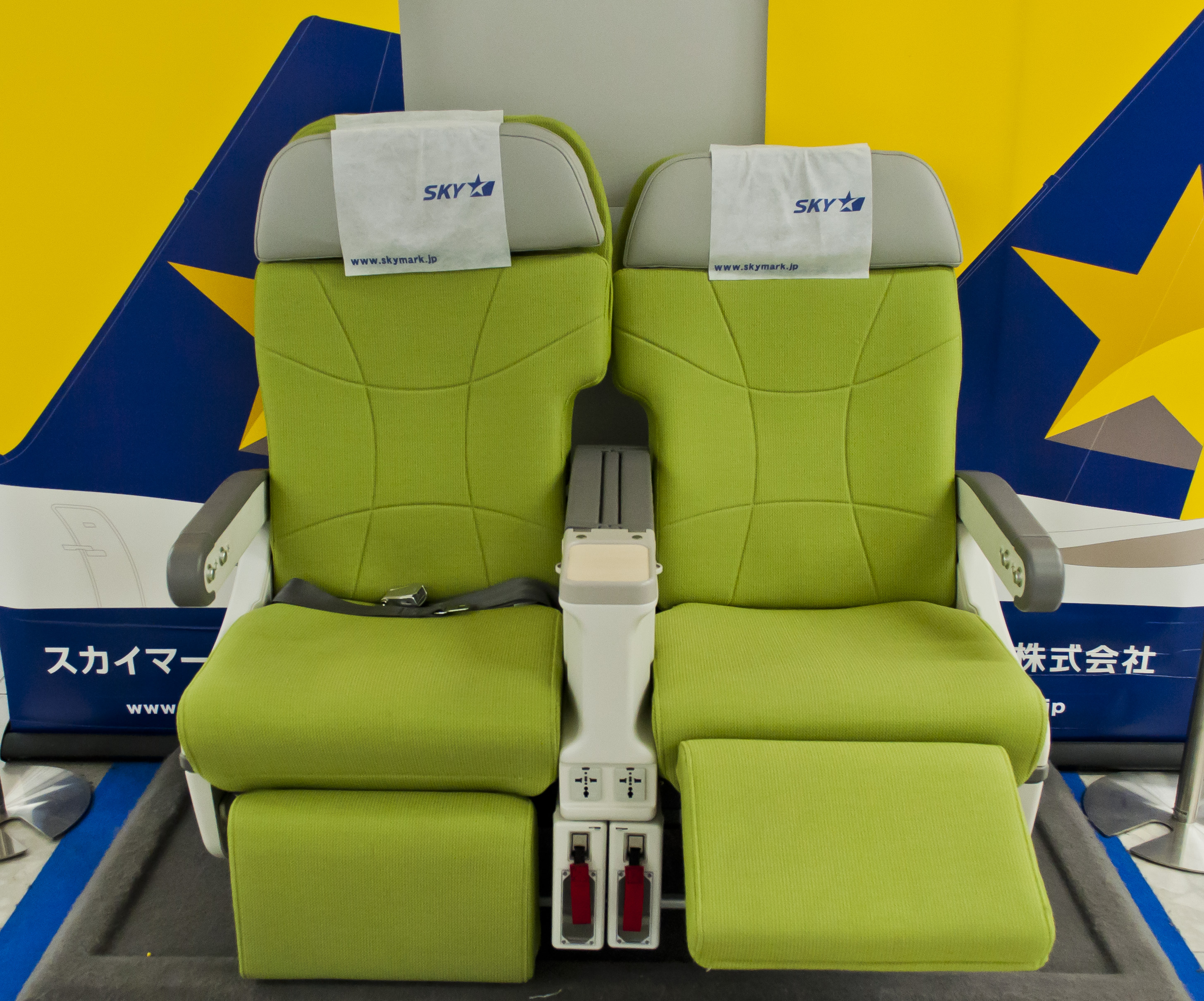
Les sièges haut de gamme de Skymark, appelés «sièges verts», qui devaient être utilisés sur les Airbus A330 et Boeing 737 de la compagnie aérienne

### Passage au service premium (2010-2014)
Le 8 novembre 2010, la compagnie annonce la commande de six Airbus A380, dont deux en option pour deux milliards d'euros. Cette commande intervient alors qu'Airbus essaye depuis de nombreuses années de séduire le marché japonais civil, monopolisé à 95 % par Boeing.
En novembre 2010, Skymark a annoncé des négociations avec Airbus pour une commande de quatre Airbus A380 et de deux options, ce qui en fait la première compagnie aérienne japonaise à commander ce type,,. La compagnie aérienne a annoncé son intention d'utiliser l'avion sur des liaisons interurbaines long-courriers au départ de l'aéroport de Narita, telles que Londres, Francfort, Paris et New York, et qu'ils seraient exploités dans une configuration bi-classe de 394 places - avec 114 sièges. en classe affaires et 280 en classe économique premium. Nishikubo envisageait un produit totalement plat inédit en classe économique, dont l'équipe de Skymark a calculé qu'il atteindrait le seuil de rentabilité à un tarif aller simple de 100 000 yens.

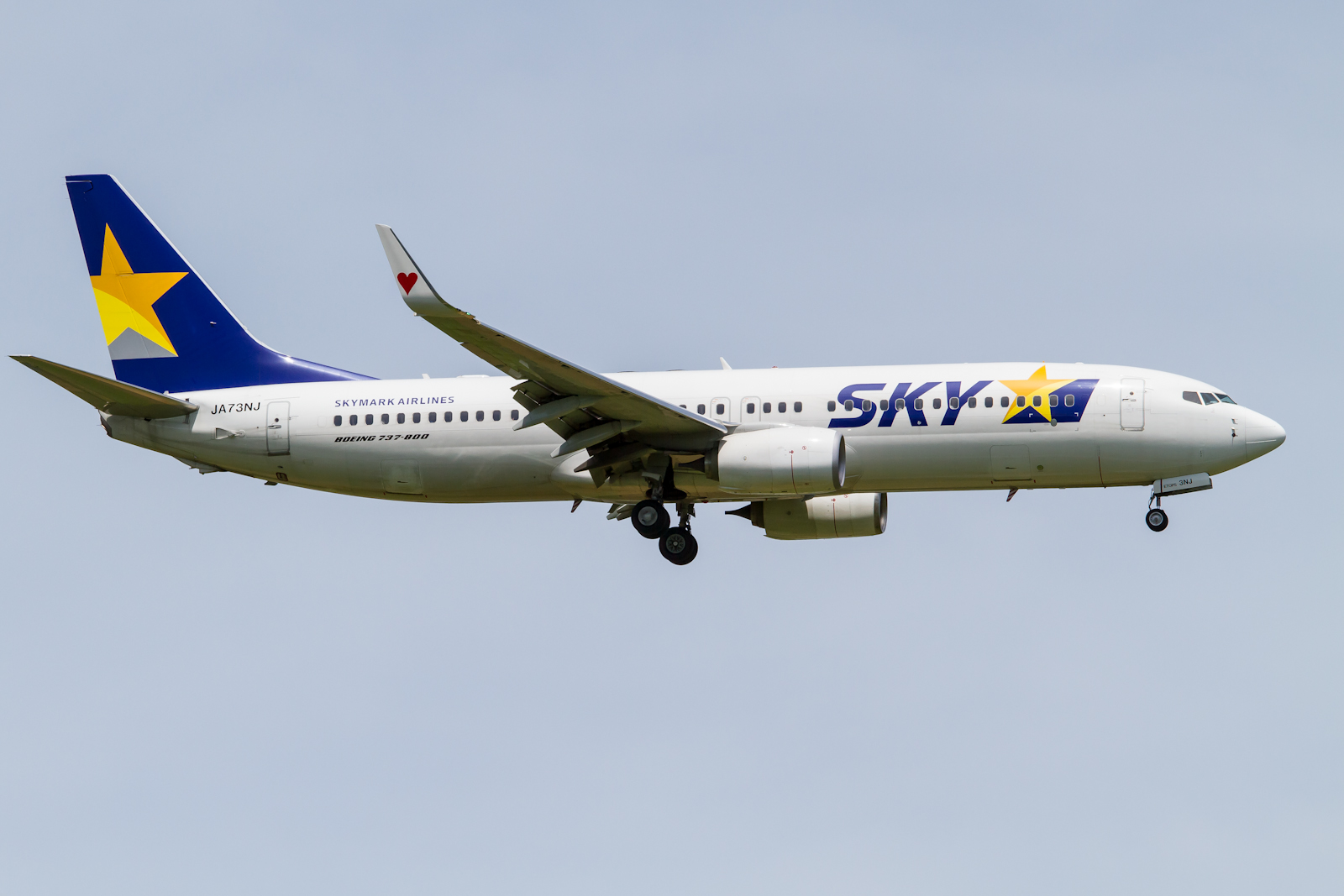
Boeing 737-800 de Skymark

Alors que Skymark commençait à se préparer au service international, elle a commencé à faire face à une concurrence féroce d'un nouveau groupe de transporteurs à bas prix au Japon à partir de 2012, en particulier d' AirAsia Japan (plus tard Vanilla Air) et de Jetstar Japan sur sa base de Narita. Cela a conduit à une réduction des fréquences de Skymark sur des routes très disputées telles que Narita-Sapporo et Narita-Fukuoka, et à un recentrage des avions sur des routes plus exclusives telles que Narita-Ishigaki.
Skymark a tenté une offre intérieure plus compétitive en signant des contrats de location pour sept Airbus A330-300 en juillet 2012. Skymark a annoncé qu'il équiper ces appareils dans une configuration de prime unique classe 271 places avec 38 pouces entre les sièges et la largeur de siège de 22 pouces, provisoirement appelé « sièges verts » et comparable à l'offre « classe J » nationale sur Japan Airlines, pour gagner des parts de marché parmi les voyageurs d'affaires sur les principales routes nationales de Tokyo à Fukuoka et Sapporo. Skymark avait également des plans pour installer des cabines «Green Seat» sur sa flotte de 737 pour créer une configuration à 2 classes mais a annulé le plan au début de 2014 en faveur du maintien d'une flotte de 737 à une seule classe pour la concurrence avec d'autres LCC.
Un peu controversé, Skymark a annoncé que les agents de bord de l'A330 porteraient des uniformes de minijupe, contrairement aux uniformes de polo habituels de Skymark, pendant les six premiers mois d'exploitation de chaque route. La Fédération japonaise des PNC s'est plainte publiquement de cette idée, affirmant que les uniformes n'étaient pas sécuritaires pour les femmes qui les portaient et entraîneraient harcèlement et objectivation.
À partir de 2013, Delta Air Lines était très intéressée par le démarrage d'un accord de partage de code avec Skymark, principalement en raison de l'expansion de Delta de ses propres services à Tokyo. Cependant, à la suite de l'investissement d'ANA dans Skymark, la possibilité d'un accord de partage de code et d'un partenariat supplémentaire avec Delta a été réduite.

### Ralentissement financier et pertes (2014-2015)
Les finances de Skymark ont été durement touchées par les fluctuations des taux de change. En février 2011, lorsque Skymark a passé sa commande initiale d'A380, le yen japonais s'échangeait à des niveaux historiquement élevés d'environ 82 yens pour un dollar américain. Après l'introduction de la politique Abenomics fin 2012, le yen a plongé en valeur, atteignant environ 102 yens pour un dollar au début de 2015. Bon nombre des principaux investissements et dépenses de Skymark étaient libellés en dollars - y compris les commandes d'A380, les contrats de location de l'A330 et ses coûts de carburant - tandis que ses revenus de billets intérieurs étaient en yens et que la compagnie aérienne ne s'engageait pas dans une couverture de taux de change. Skymark a enregistré sa première perte nette en cinq ans pour l'exercice financier de mars 2013-2014.
Début février 2014, Skymark a annoncé qu'elle réduirait l'opération de Narita à seulement trois destinations (Sapporo, Yonago et Okinawa). Nishikubo a déclaré que la base perdait de l'argent tous les mois sauf en août et que tous les LCC y étaient sous pression. Il a également exprimé certaines réserves sur le plan de la flotte A330, déclarant que si la compagnie aérienne avait mis en place un financement pour les deux premiers avions, le troisième et les livraisons suivantes pourraient être impactés par les performances de l'exploitation intérieure de Skymark ainsi que par le succès de son premier international. un service. Skymark prévoyait de redéployer des 737 depuis les bases de Narita et de Haneda pour des services d'affrètement vers des destinations telles que Guam.

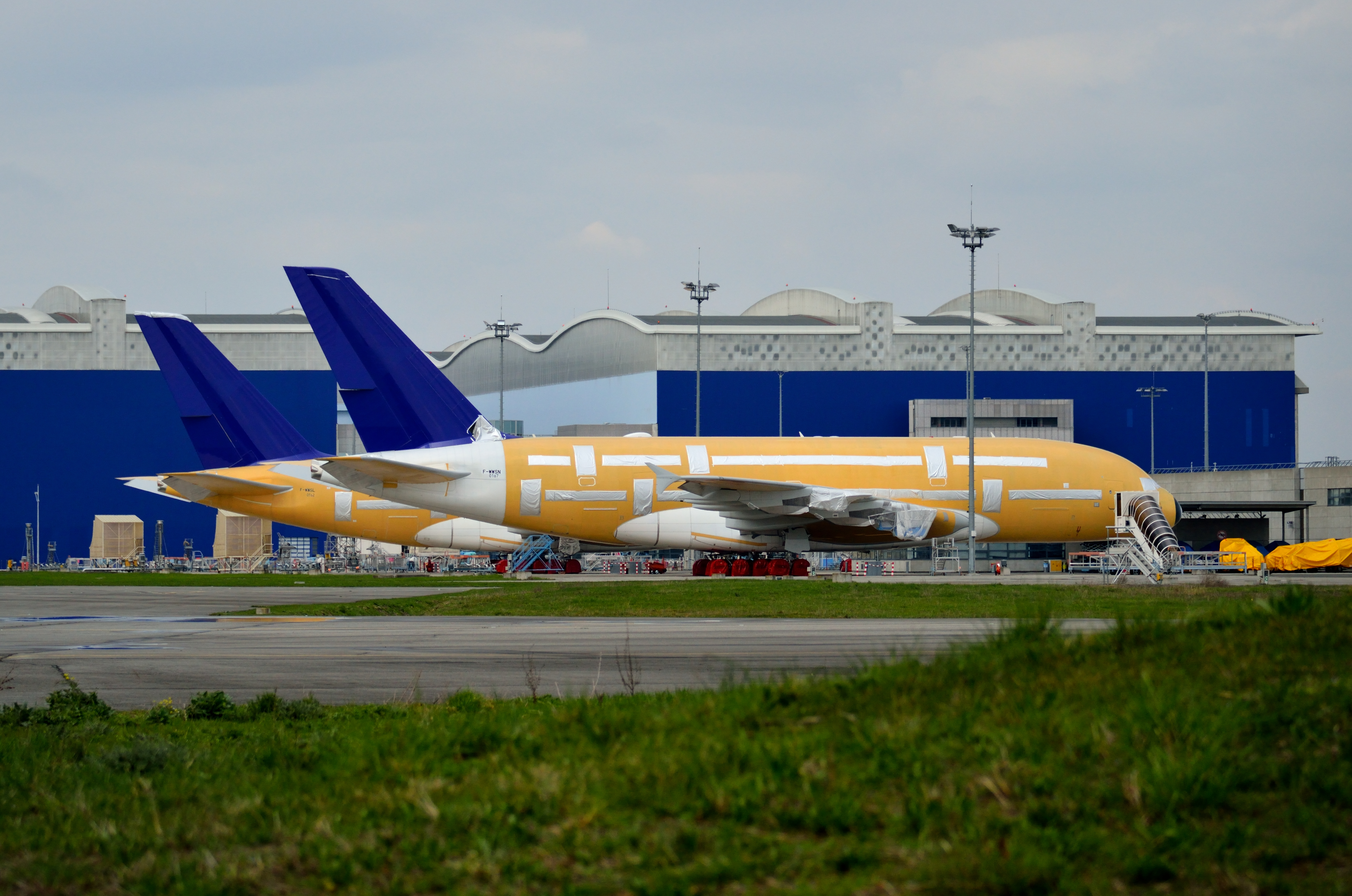
Deux des six Airbus A380 Skymark avaient été commandés en stockage longue durée à l'aéroport international de Toulouse Blagnac

Airbus a achevé le premier A380 de Skymark en avril 2014 et a envoyé l'avion en Allemagne pour l'installation de la cabine. En mai, Skymark a demandé de reporter une réunion avec une banque européenne impliquée dans le financement de sa commande d'A380. Airbus a interprété cela comme un signal que Skymark cherchait à renégocier le contrat et a envoyé une équipe de conseillers financiers au siège social de Skymark en juin. Après une semaine de réunions, ils ont proposé une modification du contrat d'achat de l'A380, à la condition que si Skymark n'atteignait pas un certain objectif de chiffre d'affaires, Nishikubo serait obligé de vendre ses actions à un investisseur extérieur choisi par Airbus. Nishikubo a rejeté cette proposition début juillet, estimant qu'il y avait de fortes chances que Skymark rate la cible.
Fin juillet, Airbus a annoncé avoir mis fin aux commandes d'A380 de la compagnie aérienne, invoquant des inquiétudes quant à la capacité de la compagnie aérienne à financer l'achat compte tenu de ses mauvaises performances financières. Nishikubo s'est plaint que la compagnie aérienne n'ait pas eu la possibilité de réviser le contrat, mais a simplement reçu une télécopie l'informant de la résiliation. Après de nouvelles négociations, Airbus a poursuivi Skymark pour dommages-intérêts devant un tribunal de Londres; il a été rapporté que Skymark avait déjà payé à Airbus 26,5 milliards de yens pour l'avion et pourrait faire face à 70 milliards de yens de pénalités.
Les A330 de Skymark sont entrés en service sur la route Haneda-Fukuoka en juin 2014, mais la capacité en sièges supplémentaires a réduit les facteurs de charge de Skymark sur la route. Bien que les 737 de Skymark aient été réservés à plus de 80% de leur capacité jusqu'en mai 2014, les A330 beaucoup plus grands n'étaient réservés qu'à 67% de leur capacité en décembre 2014, tandis que ANA ou JAL atteignaient des facteurs de charge similaires avec des avions de capacité beaucoup plus élevée. Dans une tentative d'augmenter ses revenus, Skymark a augmenté les tarifs d'achat anticipé sur l'itinéraire de 23% en octobre, les rapprochant du niveau de JAL et ANA et nuisant davantage à la compétitivité du service.
Alors que le différend Airbus persistait, Skymark a recherché de nouvelles sources de liquidités. Il a annoncé en novembre 2014 qu'il explorait une relation de coopération avec Japan Airlines dans le cadre de laquelle les 36 allers-retours quotidiens de Skymark à destination et en provenance de l'aéroport de Haneda seraient partagés en code avec JAL, sous réserve de l'approbation du ministère des Terres, des Infrastructures et des Transports. Skymark a d'abord poursuivi JAL en raison d'une perception que JAL ne pouvait pas menacer l'indépendance de Skymark; les termes de la restructuration de la faillite de JAL l'ont empêchée de faire un investissement dans Skymark. Cependant, le gouvernement japonais a pressé Skymark de rendre le partage de code trilatéral avec le JAL et l 'ANA, reflétant la préférence du Parti libéral démocrate au pouvoir pour l' ANA. Skymark a également tenté une cession-bail de plus d'un milliard de yens d'équipement comme mesure de collecte de fonds, en négociant avec une société commerciale affiliée à JAL, puis avec une société commerciale affiliée à ANA. En janvier 2015, ANA a refusé de fournir un soutien financier à Skymark, et plusieurs fonds d'investissement ont également hésité à l'idée d'injecter des liquidités dans l'entreprise.

### Faillite (2015-2016)

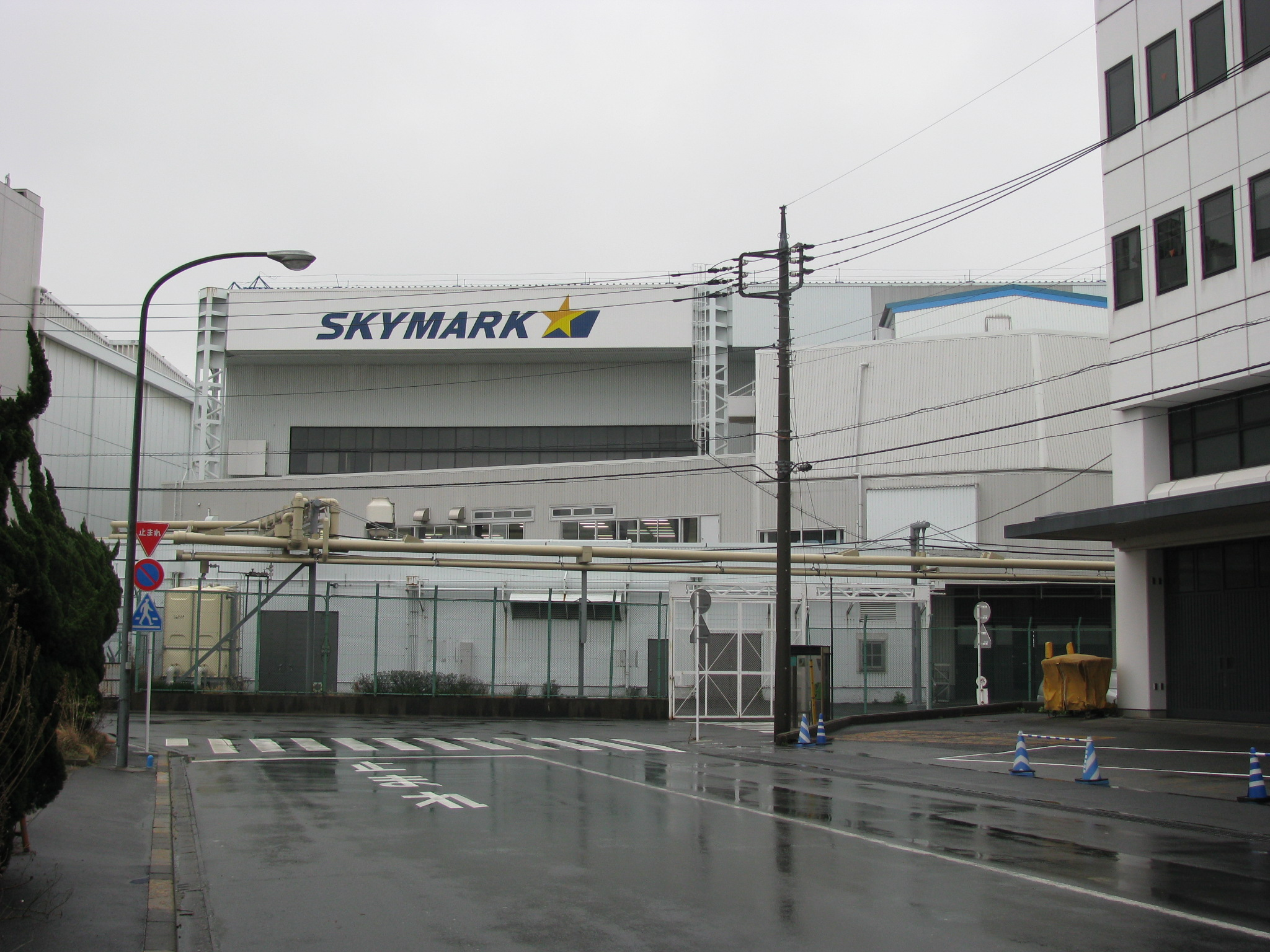
Siège de Skymark à l'aéroport de Haneda

Skymark a déposé une demande de protection en cas de faillite en vertu de la loi sur la réhabilitation des entreprises (équivalent à une faillite au titre du chapitre 11 aux États-Unis d'Amérique ou à une administration au Royaume-Uni) devant le tribunal de district de Tokyo en janvier 2015 après avoir déclaré 71 milliards de yens (ou 571,3 millions de dollars) en Passifs. Il a annoncé que Nishikubo quitterait ses fonctions de PDG et serait remplacé par le directeur financier Masakazu Arimori. Skymark a annoncé que les A330 seraient retirés de l'exploitation en mars et que divers services vers Okinawa et Kyushu seraient supprimés. Dans une tentative de regagner la compétitivité des prix, Skymark a introduit un tarif de 8 000 ¥ sur l'itinéraire Haneda-Fukuoka, 1 800 moins cher que le prochain concurrent le moins cher, StarFlyer. Skymark a été approché par plusieurs sponsors potentiels au début de sa procédure de mise en faillite, notamment ANA, AirAsia, Delta Air Lines et American Airlines.
Le plan de restructuration de Skymark, soumis au tribunal en mai, appelait le fonds de capital-investissement japonais Integral, sponsor de redressement, à posséder 50,1% de la société recapitalisée, ANA à en détenir 16,5% et le reste 33,4% à appartenir à un fonds d'investissement contrôlé par le gouvernement. - la Development Bank of Japan et Sumitomo Mitsui Banking Corporation, avec Integral fournissant le nouveau président, DBJ fournissant le nouveau PDG, et le partage de code entre Skymark et ANA,.

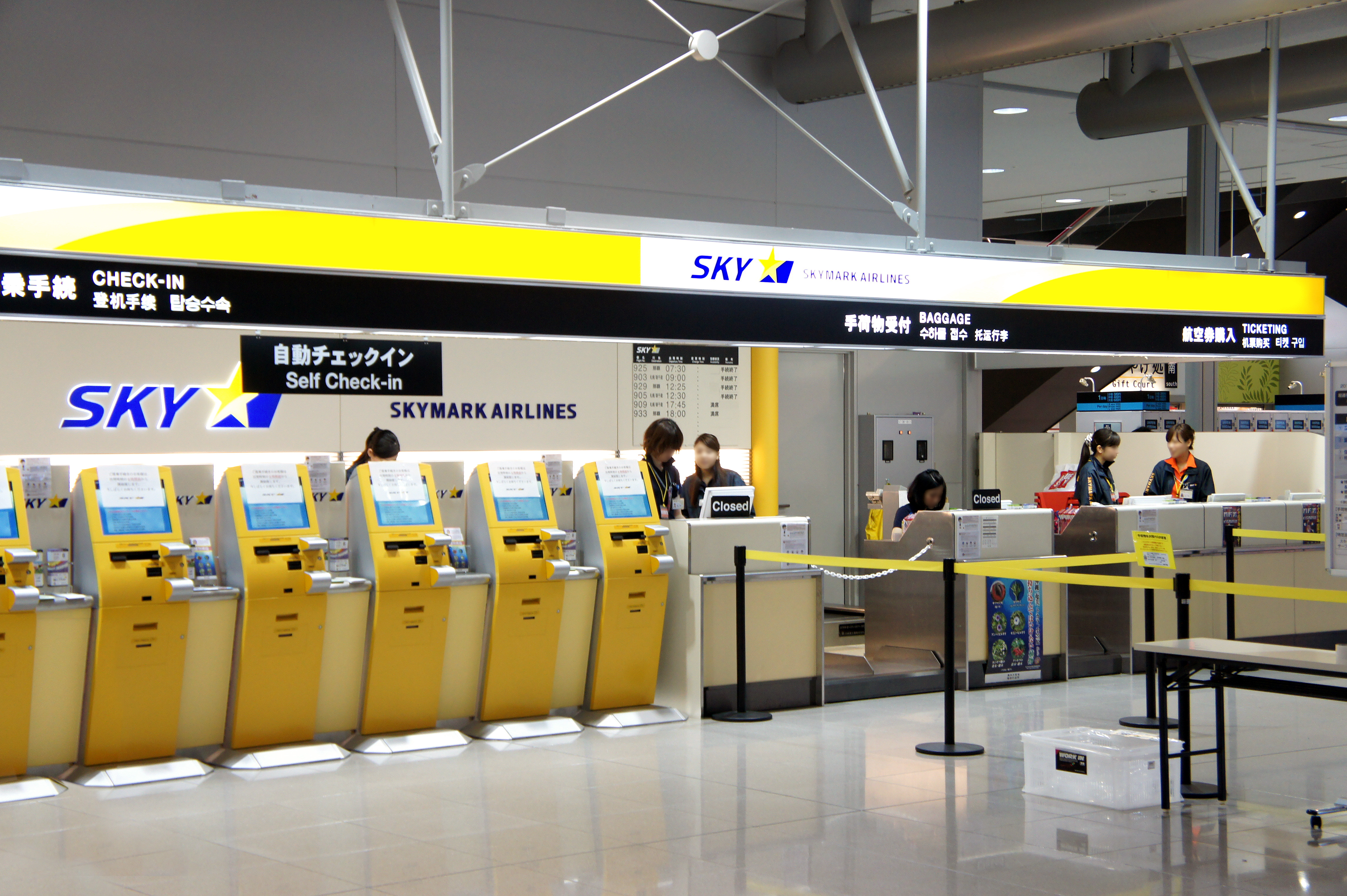
Comptoirs d'enregistrement à l'aéroport international du Kansai

Intrepid Aviation et Airbus, qui détenaient ensemble environ les deux tiers de la dette de Skymark, se sont opposés au plan et Intrepid a présenté un plan concurrent qui appelait une autre compagnie aérienne (non spécifiée) à parrainer la restructuration de Skymark. Intrepid aurait approché plusieurs compagnies aériennes étrangères pour obtenir un soutien pour ce plan alternatif.
Lors du vote final des créanciers le 6 août 2015, le plan soutenu par ANA et Integral a vaincu un plan concurrent soutenu par Intrepid et Delta. Le plan Delta était initialement supposé être le leader sur la base des relations plus étroites d'Airbus avec Delta, mais Airbus a finalement changé de camp et a soutenu le plan ANA. Le Nihon Keizai Shimbun a rapporté qu'ANA avait fait une offre conditionnelle fin juillet pour acheter des avions Airbus, ce que Delta n'avait pas égalé dans un délai prescrit de minuit, ce qui a conduit Airbus à changer de position sur la restructuration. ANA a annoncé une commande de trois avions A380 à la fin de 2015, ce qui, même ANA a admis, n'était pas conforme à son plan de flotte global, ce qui laisse supposer qu'ANA avait accepté d'accepter les commandes d'A380 de Skymark en échange du soutien d'Airbus.

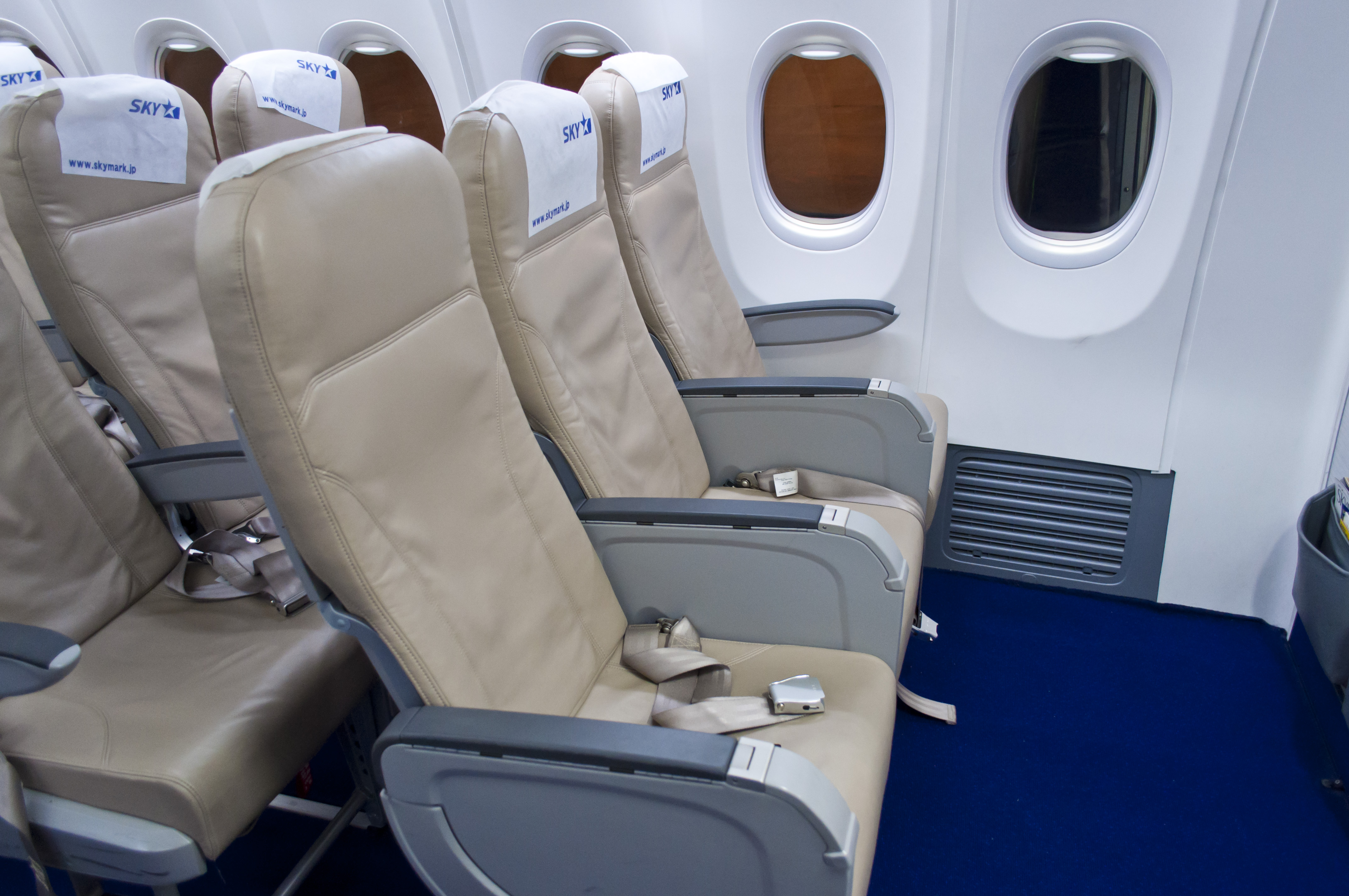
Sièges Boeing 737-800

### Post-faillite (2016-présent)
Après avoir quitté la faillite en 2016, les finances de Skymark se sont améliorées plus rapidement que prévu; la société a enregistré 6,7 milliards de yens de bénéfice d'exploitation au cours de l'exercice fiscal mars 2016-2017. Skymark a concentré son expansion de réseau sur ses hubs de Kobe et d'Ibaraki, et a annoncé des plans pour 150 vols quotidiens à l'été 2018, contre 138 à l'été 2017. En décembre 2017, la compagnie aérienne prévoyait de réinscrire son stock d'ici 2020.
Skymark a annoncé en juin 2018 son intention d'offrir des vols charters internationaux de Narita à Saipan et Palau, ses premiers services internationaux, les vols vers Saipan devenant par la suite des vols réguliers à la fin de 2019,. En août 2020, la compagnie aérienne a annoncé l' aéroport de Shimojishima comme nouvelle destination, avec des vols commençant en octobre 2020.

## Flotte

### Flotte actuelle
La flotte de Skymark est constituée des avions suivants en novembre 2022 :
Flotte de Skymark

### Flotte historique
La compagnie a exploité les avions suivants avant de les retirer de la flotte :
- Airbus A330
- Boeing 767